# Vocal quasioberta
Una vocal quasioberta o vocal quasibaixa és un tipus de so de vocal que s'usa en algunes llengües parlades. La característica definitòria d'una vocal semioberta és que la llengua es posiciona de forma semblant a una vocal oberta, però lleugerament menys constreta. Les vocals quasiobertes es descriuen a vegades com a variants laxes de la vocal oberta completament. Les vocals semitancades que tenen símbols dedicats a l'Alfabet Fonètic Internacional (AFI) són:
- Vocal quasioberta anterior no arrodonida [æ]
- Vocal quasioberta central sense arrodoniment especificat [ɐ] (generalment usat per a una vocal no arrodonida)

També hi ha vocals semiobertes que no tenen símbols dedicats a l'AFI:
- Vocal quasioberta anterior arrodonida [œ̞] o [ɶ̝]
- Vocal quasioberta quasianterior arrodonida [æ̈], [æ̠] o [ɛ̞̈]
- Vocal quasioberta quasianterior arrodonida [œ̞̈] o [ɶ̝̈]
- Vocal quasioberta central no arrodonida [ɜ̞] (escrita comunament [ɐ])
- Vocal quasiobserta central arrodonida [ɞ̞] (pot escriure's [œ], o sigui com si fos anterior semioberta)
- Vocal quasioberta quasiposterior no arrodonida [ɑ̽], [ɑ̝̈] o [ʌ̞̈]
- Vocal quasioberta quasiposterior arrodonida [ɒ̽], [ɒ̝̈] o [ɔ̞̈]
- Vocal quasioberta posterior no arrodonida [ɑ̝] o [ʌ̞] (escrita comunament [ɑ], o sigui com si fos oberta completament)
- Vocal quasioberta posterior arrodonida [ɒ̝] or [ɔ̞] (escrita comunament [ɒ], o sigui com si fos oberta completament)